# Sarrouilles
Sarrouilles est une commune française située dans le nord du département des Hautes-Pyrénées, en région Occitanie.
Sur le plan historique et culturel, la commune est dans l’ancien comté de Bigorre, comté historique des Pyrénées françaises et de Gascogne. Exposée à un climat océanique altéré, elle est drainée par l'Ousse et par deux autres cours d'eau. La commune possède un patrimoine naturel remarquable composé d'une zone naturelle d'intérêt écologique, faunistique et floristique.
Sarrouilles est une commune rurale qui compte 541 habitants en 2022. Elle est dans l'agglomération de Tarbes et fait partie de l'aire d'attraction de Tarbes. Ses habitants sont appelés les Sarrouillais ou  Sarrouillaises.

## Géographie

### Localisation
La commune de Sarrouilles se trouve dans le département des Hautes-Pyrénées, en région Occitanie.
Elle se situe à 5 km à vol d'oiseau de Tarbes, préfecture du département, et à 4 km de Barbazan-Debat, bureau centralisateur du canton du Moyen Adour dont dépend la commune depuis 2015 pour les élections départementales.
La commune fait en outre partie du bassin de vie de Tarbes.
Les communes les plus proches sont : 
Séméac (1,8 km), Boulin (2,4 km), Aureilhan (3,0 km), Lansac (3,0 km), Laslades (3,2 km), Soues (3,7 km), Lizos (3,9 km), Souyeaux (3,9 km).
Sur le plan historique et culturel, Sarrouilles fait partie de l’ancien comté de Bigorre, comté historique des Pyrénées françaises et de Gascogne créé au IXe siècle puis rattaché au domaine royal en 1302, inclus ensuite au comté de Foix en 1425 puis une nouvelle fois rattaché au royaume de France en 1607. La commune est dans le pays de Tarbes et de la Haute Bigorre.

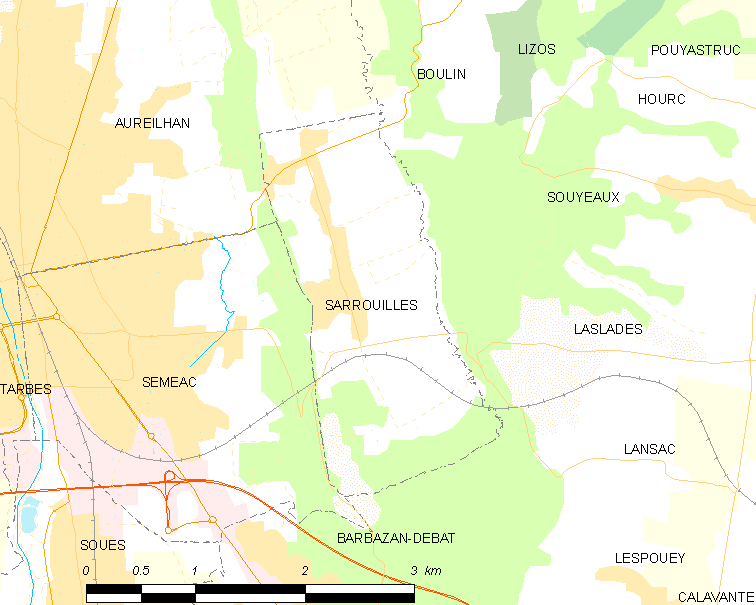
Carte de la commune de Sarrouilles et des proches communes.

|        | Aureilhan      | Boulin   |
| Séméac | Sarrouilles    | Souyeaux |
|        | Barbazan-Debat | Laslades |

### Hydrographie
La commune est dans le bassin de l'Adour, au sein du bassin hydrographique Adour-Garonne. Elle est drainée par l'Ousse et par deux petits cours d'eau, constituant un réseau hydrographique de 4 km de longueur totale,.
L'Ousse, d'une longueur totale de 42,4 km, prend sa source dans la commune de Bartrès et s'écoule vers le nord-ouest. Il traverse la commune et se jette dans le gave de Pau à Gelos, après avoir traversé 19 communes.

### Climat
Le climat est tempéré de type océanique, en raison de l'influence proche de l'océan Atlantique situé à peu près 150 km plus à l'ouest. La proximité des Pyrénées fait que la commune profite d'un effet de foehn, il peut aussi y neiger en hiver, même si cela reste inhabituel.
| Mois                              | jan.  | fév.  | mars  | avril | mai   | juin  | jui.  | août  | sep.  | oct.  | nov.  | déc.  | année   |
| --------------------------------- | ----- | ----- | ----- | ----- | ----- | ----- | ----- | ----- | ----- | ----- | ----- | ----- | ------- |
| Température minimale moyenne (°C) | 0,6   | 1,3   | 2,7   | 5,2   | 8,3   | 11,6  | 14,1  | 13,9  | 11,7  | 8     | 3,6   | 1,3   | 6,9     |
| Température moyenne (°C)          | 5,3   | 6,1   | 7,8   | 10    | 13,3  | 16,7  | 19,3  | 19    | 17,2  | 13,3  | 8,5   | 5,8   | 11,9    |
| Température maximale moyenne (°C) | 9,9   | 11    | 12,9  | 14,8  | 18,3  | 21,7  | 24,5  | 24    | 22,6  | 18,6  | 13,4  | 10,4  | 16,8    |
| Ensoleillement (h)                | 108,8 | 118,8 | 155,6 | 157,2 | 181,3 | 191,5 | 215,5 | 196,4 | 194,5 | 164,4 | 124,4 | 104,4 | 1 912,8 |
| Précipitations (mm)               | 112,8 | 97,5  | 100,2 | 105,7 | 113,6 | 80,7  | 57,3  | 70,3  | 71    | 85,2  | 93    | 112,1 | 1 099,4 |

### Milieux naturels et biodiversité

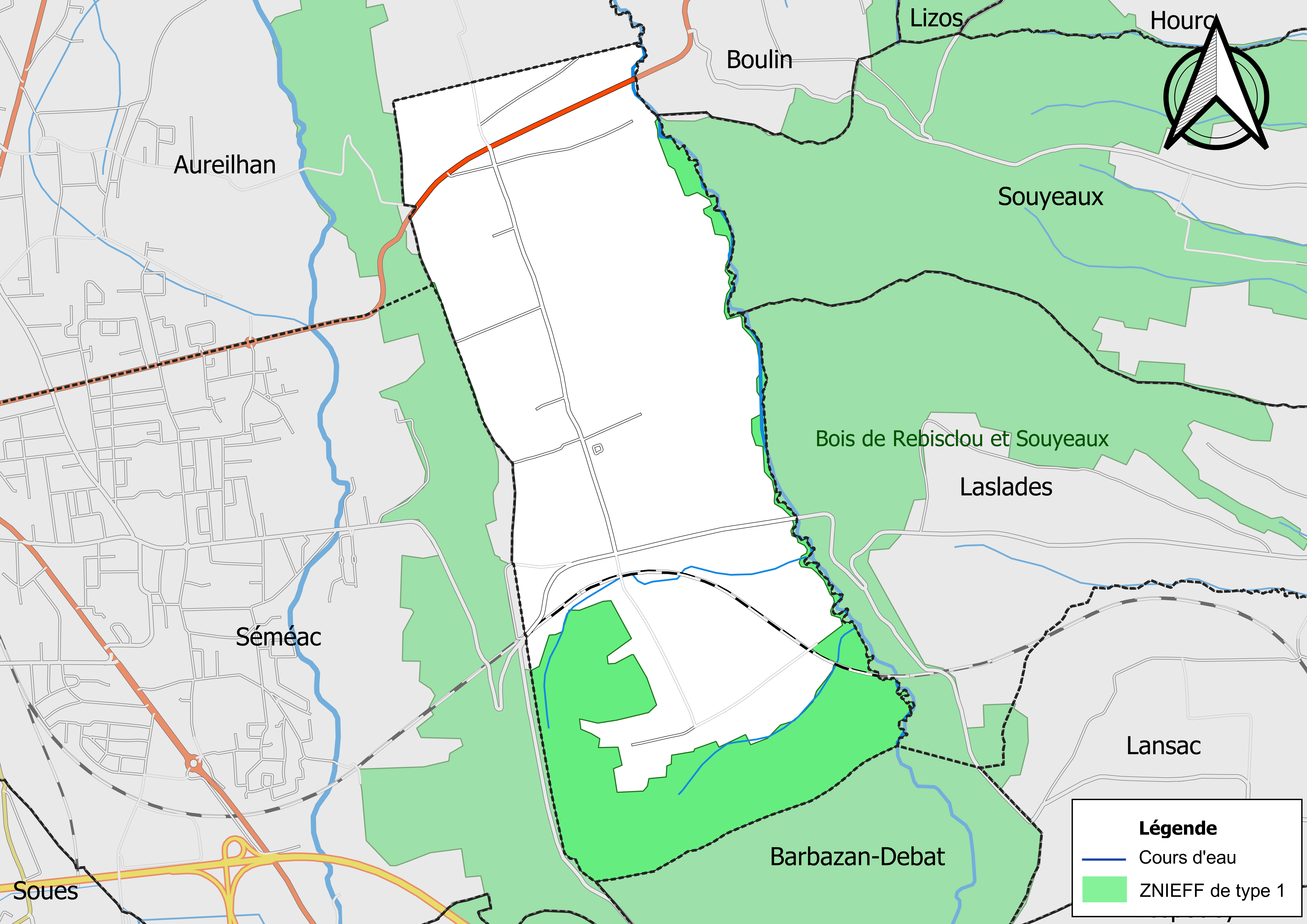
Carte de la ZNIEFF de type 1 localisée sur la commune.

L’inventaire des zones naturelles d'intérêt écologique, faunistique et floristique (ZNIEFF) a pour objectif de réaliser une couverture des zones les plus intéressantes sur le plan écologique, essentiellement dans la perspective d’améliorer la connaissance du patrimoine naturel national et de fournir aux différents décideurs un outil d’aide à la prise en compte de l’environnement dans l’aménagement du territoire.
Une ZNIEFF de type 1 est recensée sur la commune :
les « bois de Rebisclou et Souyeaux » (1 334 ha), couvrant 13 communes du département.

## Urbanisme

### Typologie
Au 1er janvier 2024, Sarrouilles est catégorisée commune rurale à habitat dispersé, selon la nouvelle grille communale de densité à sept niveaux définie par l'Insee en 2022.
Elle appartient à l'unité urbaine de Tarbes, une agglomération intra-départementale regroupant 15  communes, dont elle est une commune de la banlieue,,. Par ailleurs la commune fait partie de l'aire d'attraction de Tarbes, dont elle est une commune de la couronne,. Cette aire, qui regroupe 153 communes, est catégorisée dans les aires de 50 000 à moins de 200 000 habitants,.

### Occupation des sols
L'occupation des sols de la commune, telle qu'elle ressort de la base de données européenne d’occupation biophysique des sols Corine Land Cover (CLC), est marquée par l'importance des territoires agricoles (64,4 % en 2018), en diminution par rapport à 1990 (70,8 %). La répartition détaillée en 2018 est la suivante : 
zones agricoles hétérogènes (64,4 %), zones urbanisées (18,4 %), forêts (17,2 %).
L'IGN met par ailleurs à disposition un outil en ligne permettant de comparer l’évolution dans le temps de l’occupation des sols de la commune (ou de territoires à des échelles différentes). Plusieurs époques sont accessibles sous forme de cartes ou photos aériennes : la carte de Cassini (XVIIIe siècle), la carte d'état-major (1820-1866) et la période actuelle (1950 à aujourd'hui).

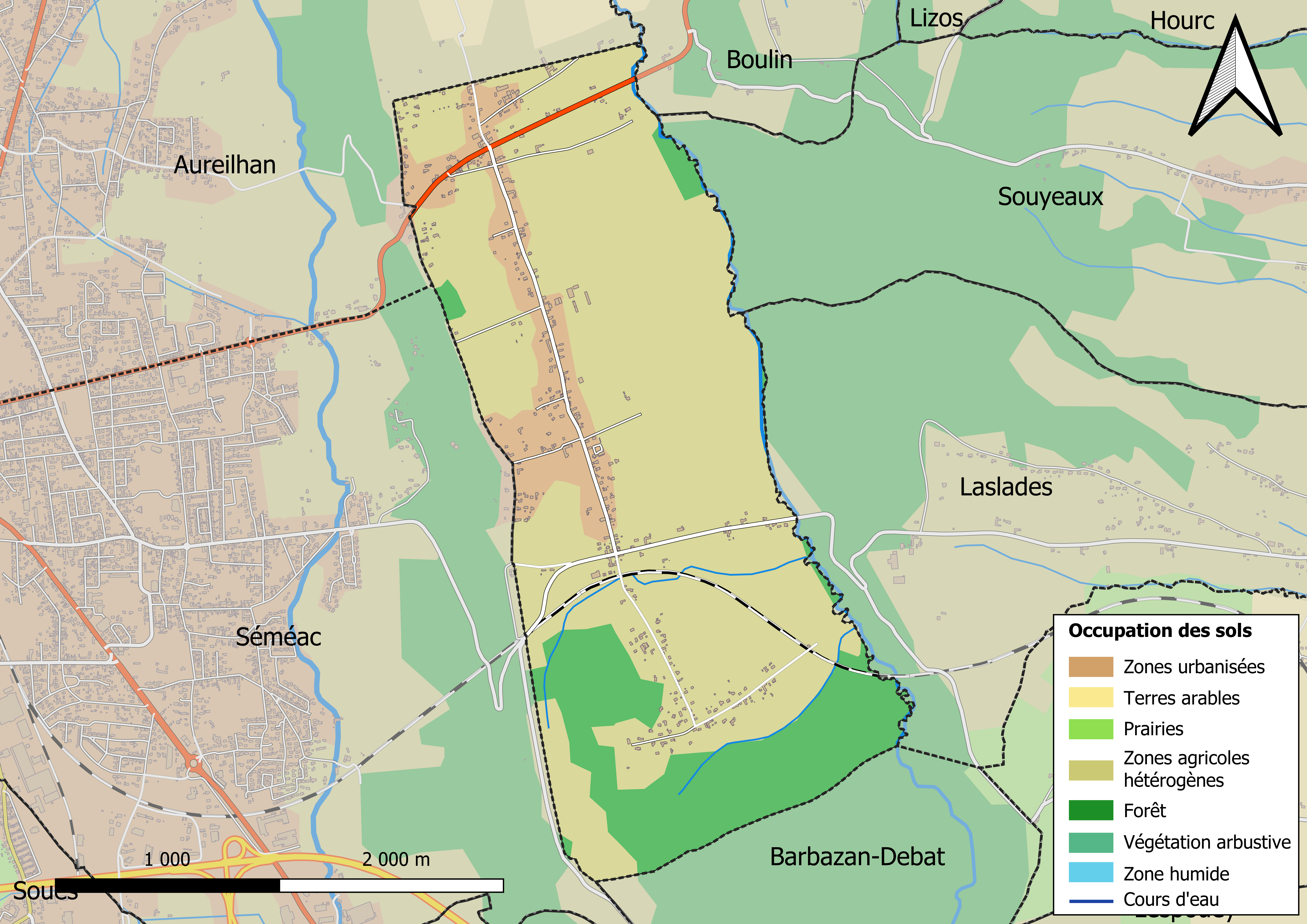
Carte des infrastructures et de l'occupation des sols en 2018 (CLC) de la commune.
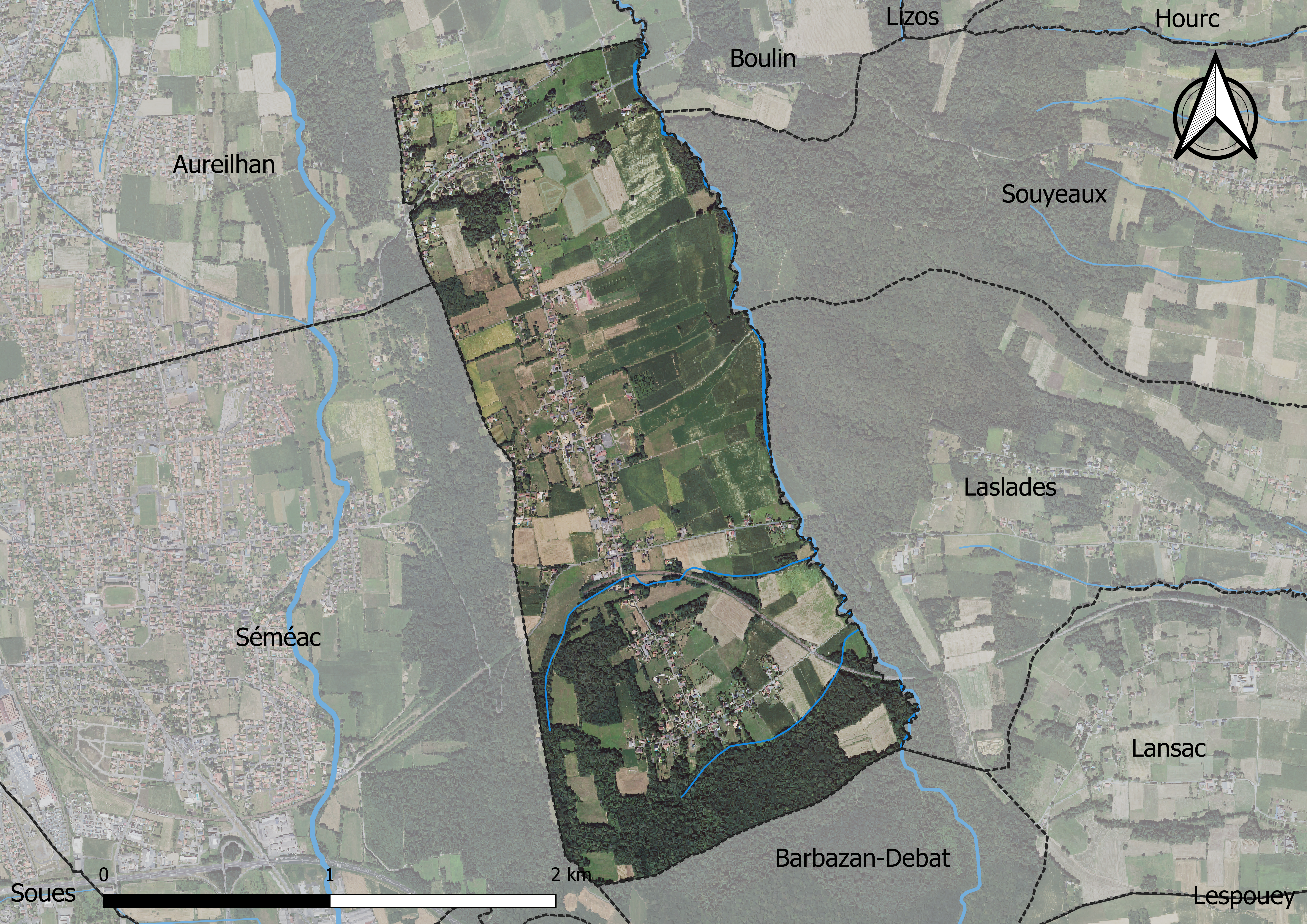
Carte orthophotogrammétrique de la commune.

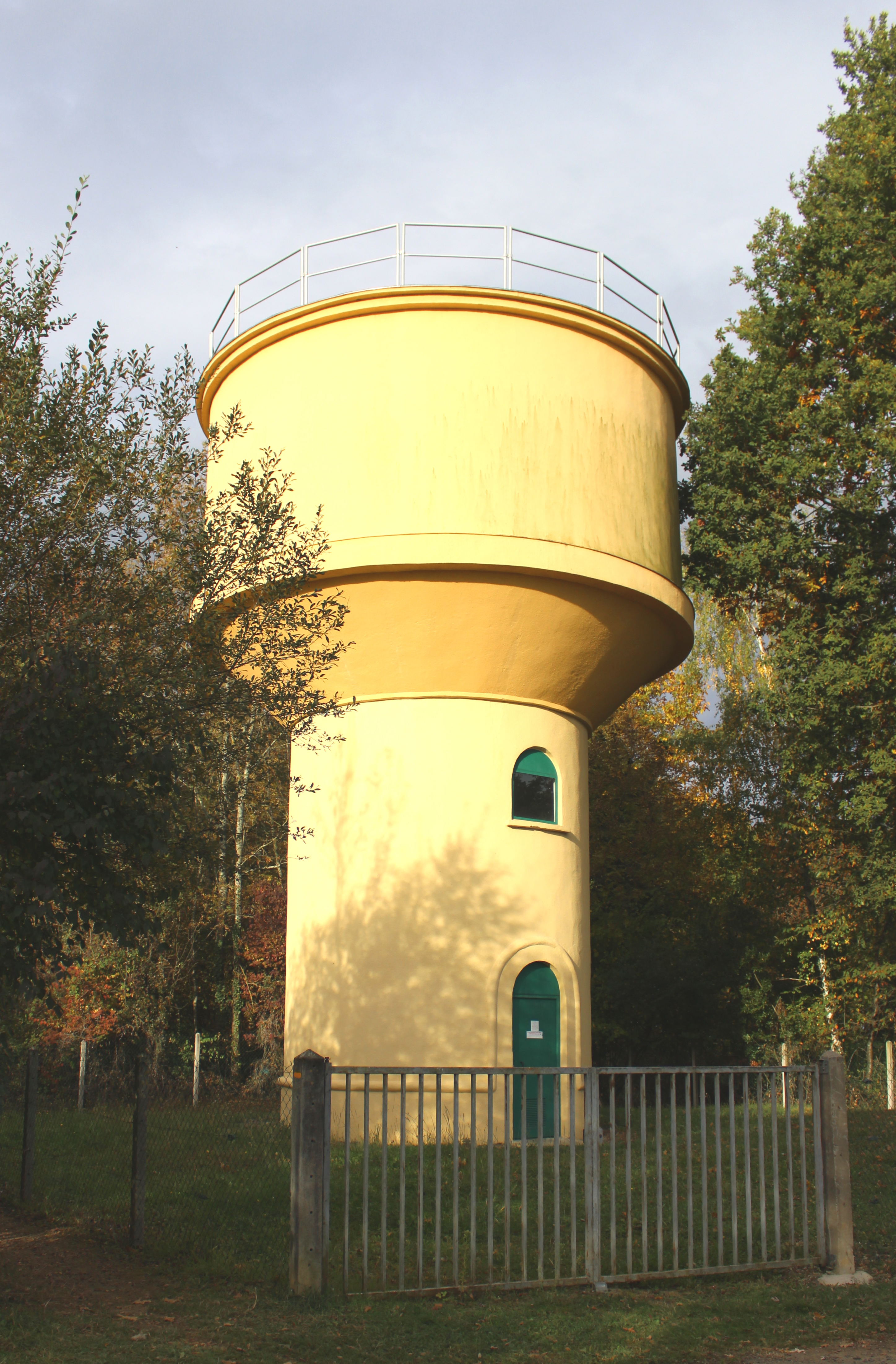
Le château d'eau en 2015.

### Logement
En 2012, le nombre total de logements dans la commune est de 254.

Parmi ces logements, 87,4 % sont des résidences principales, 7,1 % des résidences secondaires et 5,5 % des logements vacants.

### Voies de communication et transports

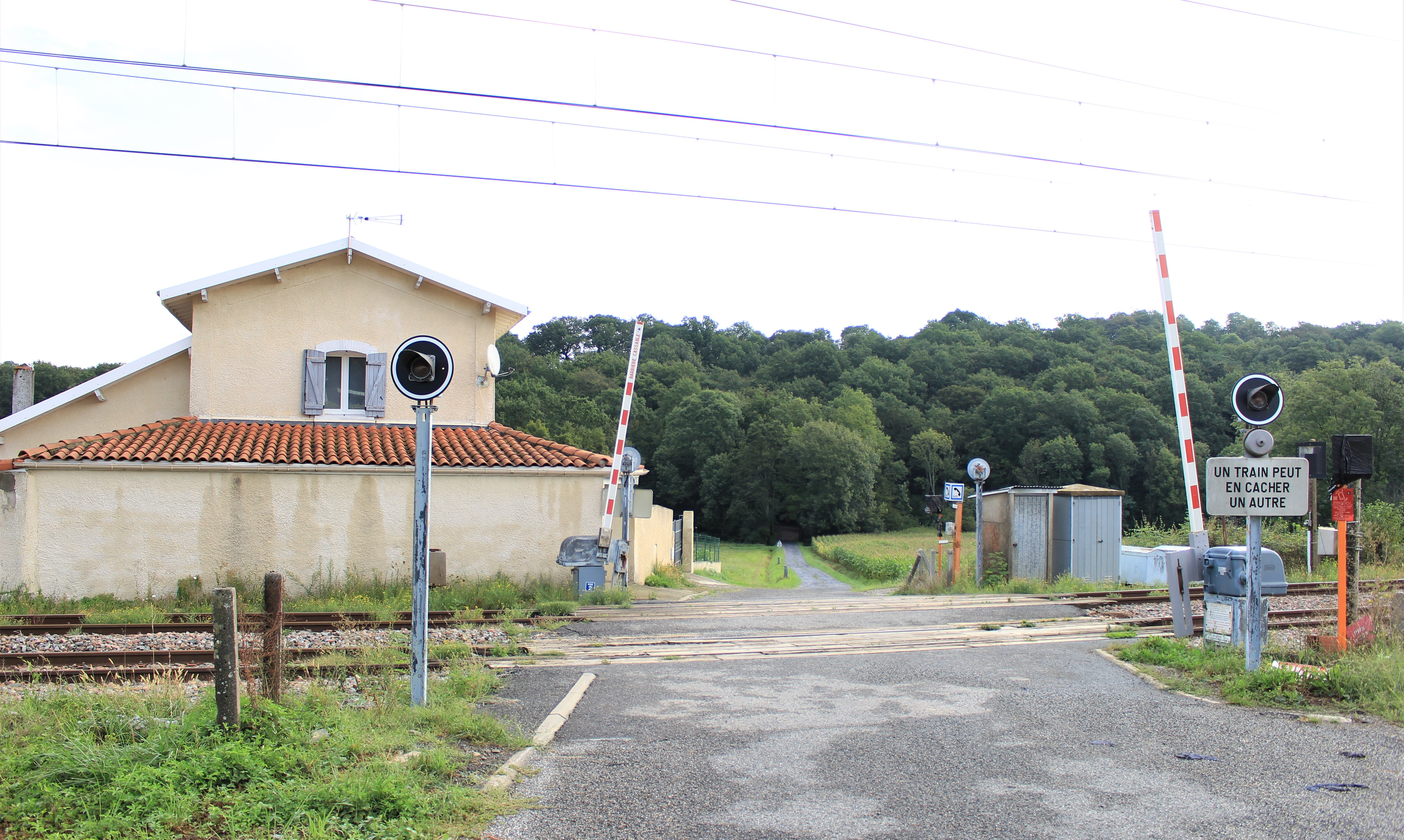
Le passage à niveau de Sarrouilles sur la ligne de Toulouse à Bayonne.

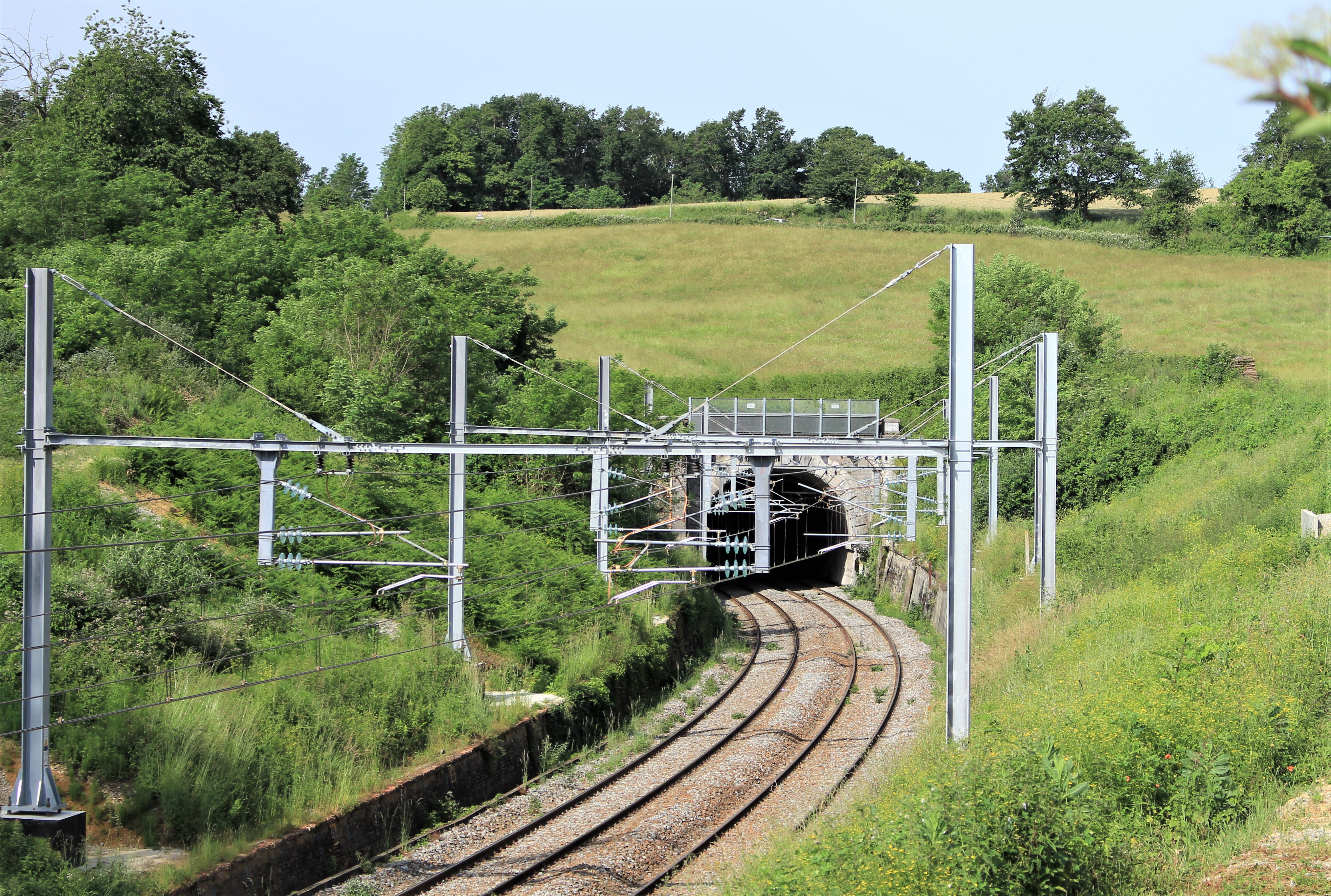
Le tunnel sur la ligne de Toulouse à Bayonne.

Cette commune est desservie par la route départementale D 632 et par les routes départementales D 21 et D 119.

### Risques majeurs
Le territoire de la commune de Sarrouilles est vulnérable à différents aléas naturels : météorologiques (tempête, orage, neige, grand froid, canicule ou sécheresse), mouvements de terrains et séisme (sismicité modérée). Il est également exposé à un risque technologique,  le transport de matières dangereuses. Un site publié par le BRGM permet d'évaluer simplement et rapidement les risques d'un bien localisé soit par son adresse soit par le numéro de sa parcelle.

#### Risques naturels
Sarrouilles est exposée au risque de feu de forêt. Un plan départemental de protection des forêts contre les incendies a été approuvé par arrêté préfectoral le 21 avril 2020 pour la période 2020-2029. Le précédent couvrait la période 2007-2017. L’emploi du feu est régi par deux types de réglementations. D’abord le code forestier et l’arrêté préfectoral du 27 octobre 2014, qui réglementent l’emploi du feu à moins de 200 m des espaces naturels combustibles sur l’ensemble du département. Ensuite celle établie dans le cadre de la lutte contre la pollution de l’air, qui interdit le brûlage des déchets verts des particuliers. L’écobuage est quant à lui réglementé dans le cadre de commissions locales d’écobuage (CLE)

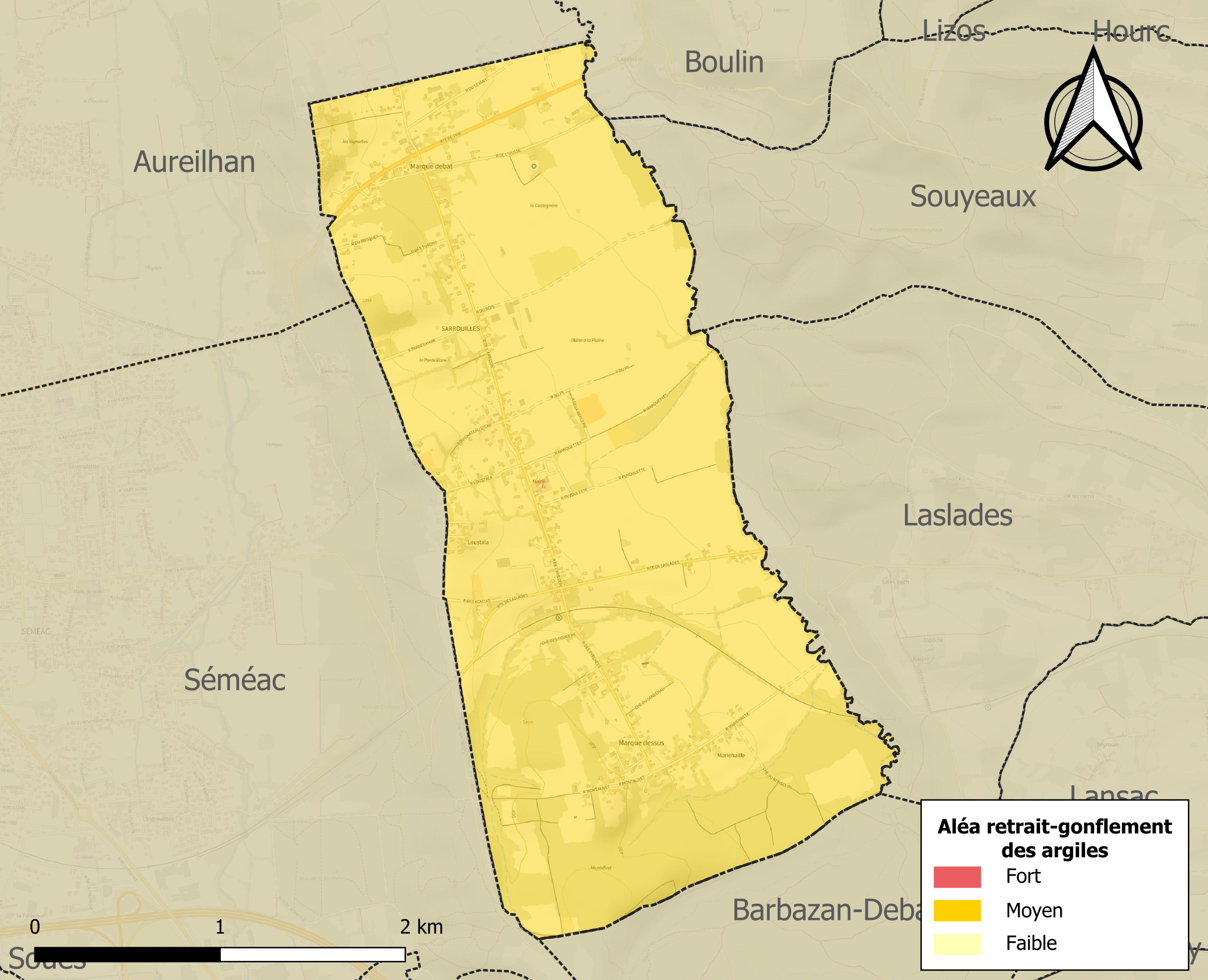
Carte des zones d'aléa retrait-gonflement des sols argileux de Sarrouilles.

Les mouvements de terrains susceptibles de se produire sur la commune sont des tassements différentiels.
Le retrait-gonflement des sols argileux est susceptible d'engendrer des dommages importants aux bâtiments en cas d’alternance de périodes de sécheresse et de pluie. La totalité de la commune est en aléa moyen ou fort (44,5 % au niveau départemental et 48,5 % au niveau national). Sur les 254 bâtiments dénombrés sur la commune en 2019, 254 sont en aléa moyen ou fort, soit 100 %, à comparer aux 75 % au niveau départemental et 54 % au niveau national. Une cartographie de l'exposition du territoire national au retrait gonflement des sols argileux est disponible sur le site du BRGM,.
Par ailleurs, afin de mieux appréhender le risque d’affaissement de terrain, l'inventaire national des cavités souterraines permet de localiser celles situées sur la commune.
La commune a été reconnue en état de catastrophe naturelle au titre des dommages causés par les inondations et coulées de boue survenues en 1982, 1999 et 2009. Concernant les mouvements de terrains, la commune a été reconnue en état de catastrophe naturelle au titre des dommages causés par des mouvements de terrain en 1999.

#### Risque technologique
Le risque de transport de matières dangereuses sur la commune est lié à sa traversée par une infrastructure ferroviaire. Un accident se produisant sur une telle infrastructure est susceptible d’avoir des effets graves sur les biens, les personnes ou l'environnement, selon la nature du matériau transporté. Des dispositions d’urbanisme peuvent être préconisées en conséquence.

## Toponymie

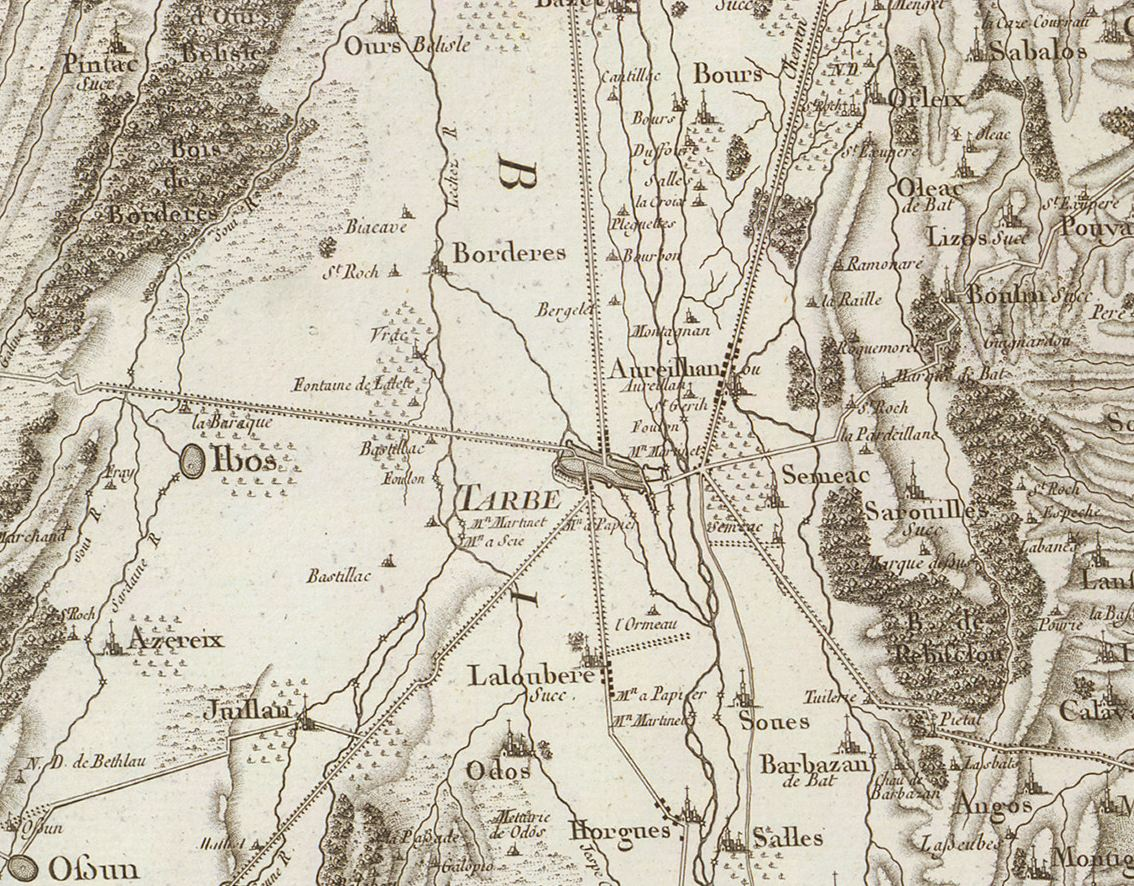
Extrait de la carte de Cassini (entre 1756 et 1789) situant Sarrouilles à l'est de Tarbes.

On trouvera les principales informations dans le Dictionnaire toponymique des communes des Hautes-Pyrénées de Michel Grosclaude et Jean-François Le Nail qui rapporte les dénominations historiques du village :
Dénominations historiques :
- Sarroilhes (1285, montre Bigorre) ;
- Arnaut de Sarrolhes (1406, livre vert de Bénac) ;
- Sarolhas, territori de Sarrolhes et de Casalhels (1429, censier de Bigorre) ;
- Sarroïlles (1614/1746, G. Mauran) ;
- Sarouille (fin XVIIIe siècle, carte de Cassini).

Étymologie : peut-être d’un mot gascon sarrolha (= pierraille).
Nom occitan : Sarrolhas.

## Histoire

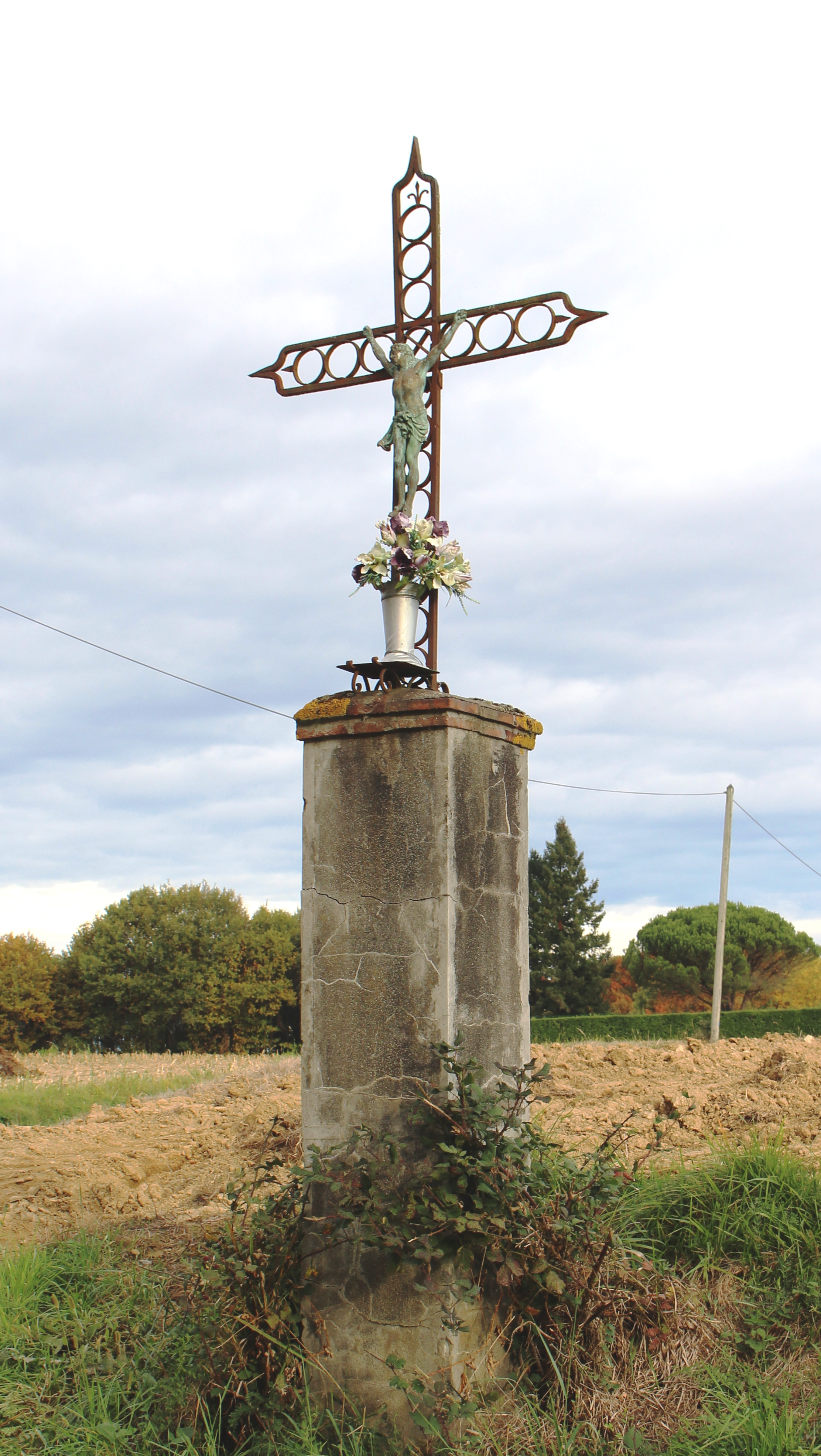
Une croix.

Origine : 1607, origine du mot de Sarrouilles.
Jusqu'à ce moment-là, on ne parlait que patois et on écrivait en patois. Quand Sarrouilles fut incorporé au royaume de France, on envoya de Paris  des fonctionnaires pour administrer le pays. Ils ne parlaient pas le patois et écrivaient très mal. Ils intervertissaient les lettres dans les noms de lieux et de villages. Soyer avec Dieu, se disait « A Diout Siat » ce fut corrompu et on dit « adichat ». Aureilhan se disait « aoureilhah ». Bordères, « Bourderah ». Orleix, « Ourlesh ». Juillan, « YU-YA » etc.
Tous ces mots écrits furent transformés et francisés mais ils sont restés tels dans le langage du pays, et c'est à cette époque que commença à apparaitre le nom de Sarrouilles (nous avons employé improprement ce nom jusqu'à présent). L'emplacement qu'occupe le Sarrouilles actuel étant habité à l'origine par les Sar-Ouiiles (les serfs qui gardaient les moutons), les clercs prirent le nom des habitants pour le nom du lieu. Ils écrivirent « Sar-Ouiiles » sans accent. Ce mot prononcé en patois fait toujours Sar-Oyes, mais prononcé comme on le dit actuellement Sarrouilles, et de ce fait les habitants de la vallée de l'Ousse ne furent plus des Sar-ouilès, mais des Sarrouillais et le lieu qu'ils habitaient fut appelé Sarrouilles. Sur les anciennes cartes d'avant 1789, carte de Cassini, Sarrouilles s'écrit avec un seul R, Sarouilles.

### Cadastre napoléonien de Sarrouilles
Le plan cadastral napoléonien de Sarrouilles est consultable sur le site des archives départementales des Hautes-Pyrénées.

## Politique et administration

### Liste des maires

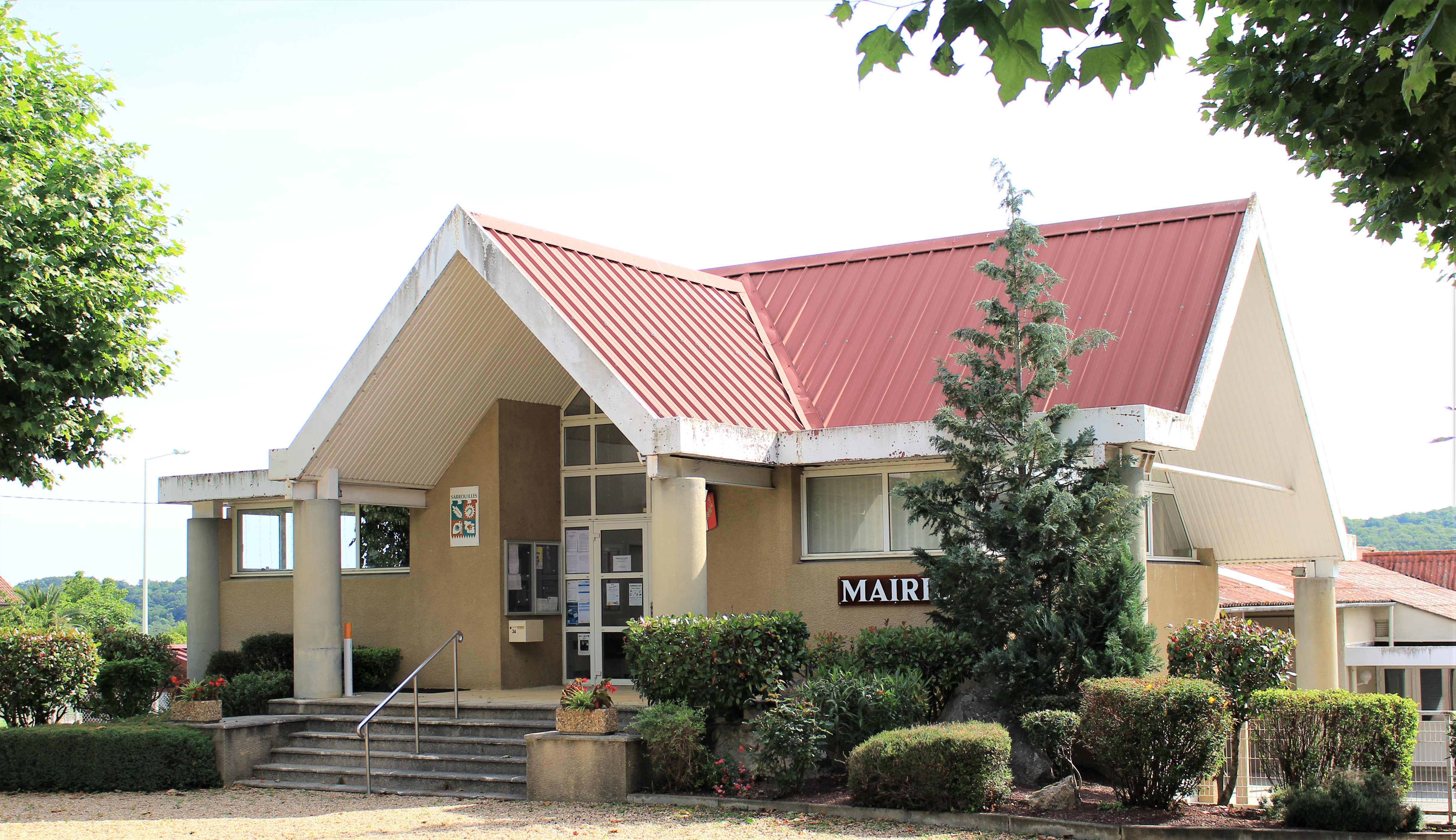
La mairie en 2023.

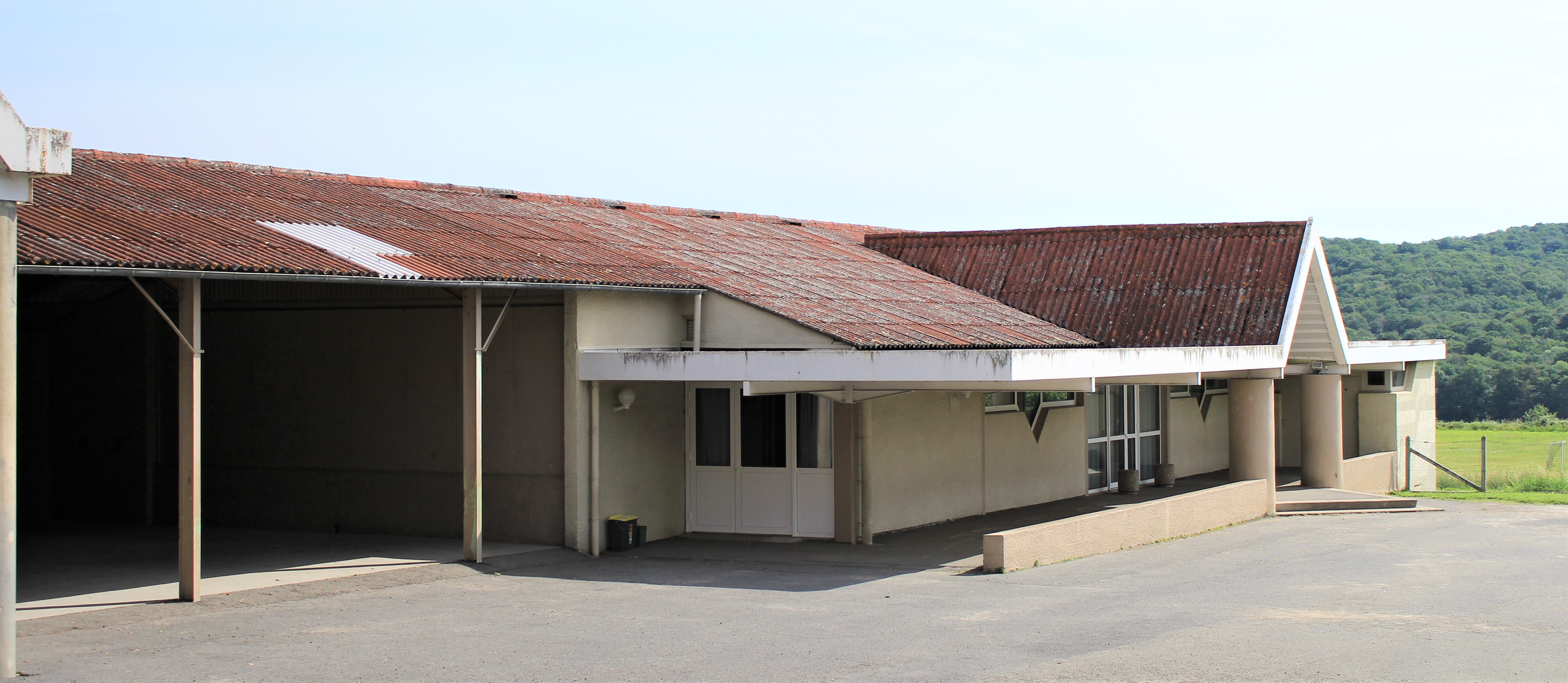
Le foyer rural en 2023.

| Période                                  | Période   | Identité         | Étiquette | Qualité |
| ---------------------------------------- | --------- | ---------------- | --------- | ------- |
| Les données manquantes sont à compléter. |           |                  |           |         |
| 1943                                     | 1959      | Jean Lafforgue   | SE        |         |
| 1959                                     | mars 1977 | Jules Lassalle   | SE        |         |
| mars 1977                                | 2014      | Michel Jouanolou | PS        |         |
| mars 2014                                | En cours  | Alain Talbot     | PS        |         |

### Rattachements administratifs et électoraux

#### Historique administratif
Pays et sénéchaussée de Bigorre, quarteron de Tarbes, aurait dépendu du marquisat de Séméac, canton de Tarbes (1790), Tarbes-Sud (1801), de Séméac (1973).

#### Intercommunalité
Sarrouilles appartient à la Communauté d'agglomération Tarbes-Lourdes-Pyrénées créée en janvier 2017 et qui réunit 86 communes.

## Population et société

### Démographie

#### Évolution démographique

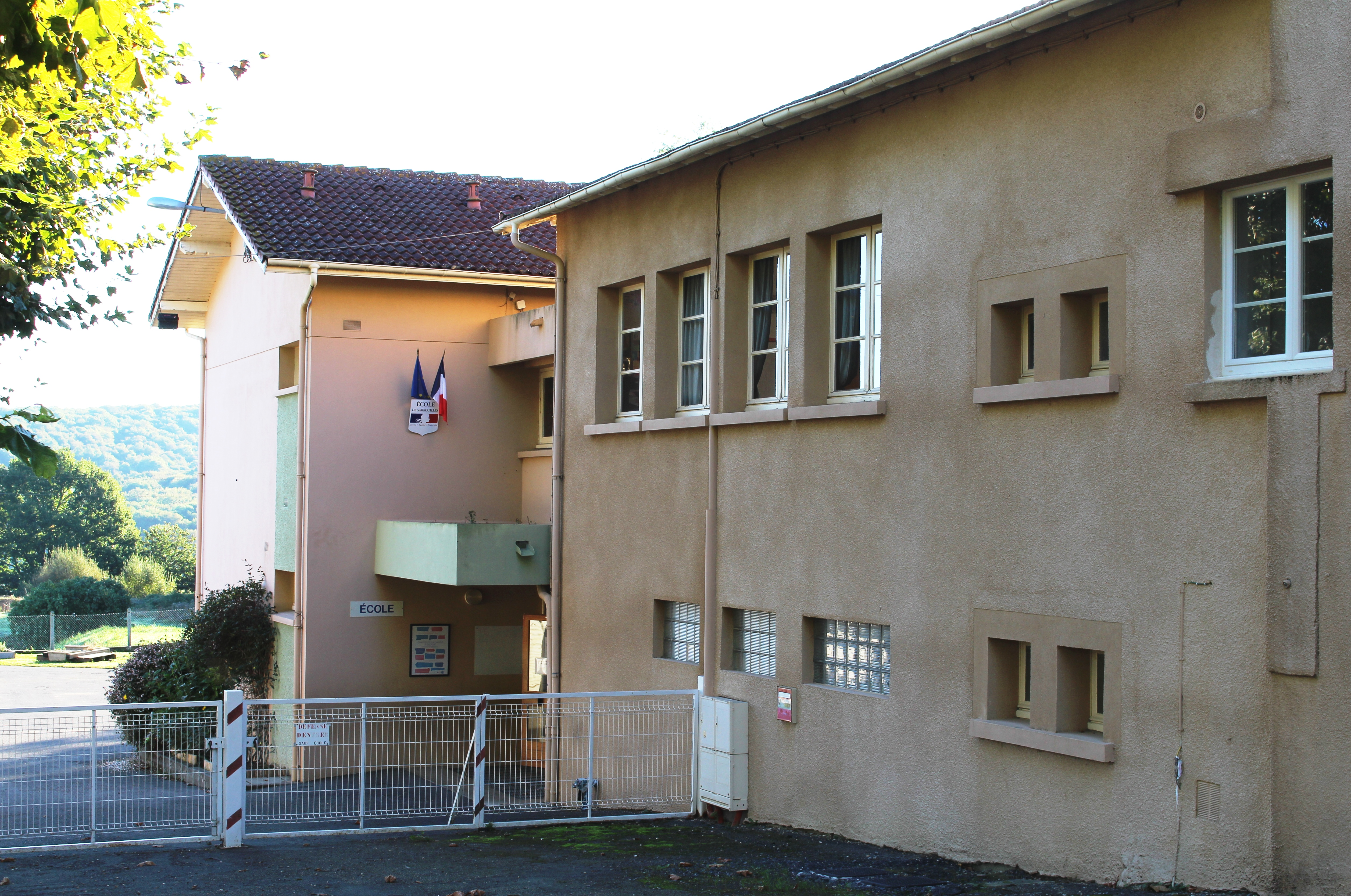
L'école primaire en 2016.

L'évolution du nombre d'habitants est connue à travers les recensements de la population effectués dans la commune depuis 1793. Pour les communes de moins de 10 000 habitants, une enquête de recensement portant sur toute la population est réalisée tous les cinq ans, les populations de référence des années intermédiaires étant quant à elles estimées par interpolation ou extrapolation. Pour la commune, le premier recensement exhaustif entrant dans le cadre du nouveau dispositif a été réalisé en 2006.

En 2022, la commune comptait 541 habitants, en évolution de +2,66 % par rapport à 2016 (Hautes-Pyrénées : +1,59 %, France hors Mayotte : +2,11 %).
| 1793 | 1800 | 1806 | 1821 | 1831 | 1836 | 1841 | 1846 | 1851 |
| ---- | ---- | ---- | ---- | ---- | ---- | ---- | ---- | ---- |
| 420  | 436  | 394  | 416  | 442  | 494  | 524  | 538  | 534  |

| 1856 | 1861 | 1866 | 1876 | 1881 | 1886 | 1891 | 1896 | 1901 |
| ---- | ---- | ---- | ---- | ---- | ---- | ---- | ---- | ---- |
| 513  | 525  | 482  | 481  | 503  | 480  | 447  | 441  | 416  |

| 1906 | 1911 | 1921 | 1926 | 1931 | 1936 | 1946 | 1954 | 1962 |
| ---- | ---- | ---- | ---- | ---- | ---- | ---- | ---- | ---- |
| 378  | 400  | 404  | 410  | 369  | 345  | 349  | 330  | 374  |

| 1968 | 1975 | 1982 | 1990 | 1999 | 2006 | 2011 | 2016 | 2021 |
| ---- | ---- | ---- | ---- | ---- | ---- | ---- | ---- | ---- |
| 360  | 415  | 468  | 526  | 548  | 568  | 550  | 527  | 533  |

| 2022 | - | - | - | - | - | - | - | - |
| ---- | - | - | - | - | - | - | - | - |
| 541  | - | - | - | - | - | - | - | - |

### Enseignement
La commune dépend de l'académie de Toulouse. Elle dispose d’une école en 2018.
- École primaire.

### Manifestations culturelles et festivités
- Loto (début mars) organisé par l'école de Sarrouilles.
- Vide-grenier (début mai) organisé par Sarrouilles Sports & Loisirs.
- Kermesse (fin juin) organisée par l'école de Sarrouilles.
- Fête locale (premier week-end de septembre) organisée par le Comité des fêtes de Sarrouilles.
- Rando VTT et marche du challenge de la Nouvelle République (fin octobre) organisés par Sarrouilles Loisirs.
- Soirée moules frites (mi-novembre) organisée par le Comité des fêtes de Sarrouilles.

## Économie

### Revenus
En 2018, la commune compte 225 ménages fiscaux, regroupant 504 personnes. La médiane du revenu disponible par unité de consommation est de 23 060 € (20 420 € dans le département).

### Emploi
|                | 2008  | 2013  | 2018  |
| -------------- | ----- | ----- | ----- |
| Commune        | 3,2 % | 5,1 % | 7 %   |
| Département    | 7,7 % | 9,4 % | 9,8 % |
| France entière | 8,3 % | 10 %  | 10 %  |

En 2018, la population âgée de 15 à 64 ans s'élève à 311 personnes, parmi lesquelles on compte 72,4 % d'actifs (65,4 % ayant un emploi et 7 % de chômeurs) et 27,6 % d'inactifs,. Depuis 2008, le taux de chômage communal (au sens du recensement) des 15-64 ans est inférieur à celui de la France et du département.
La commune fait partie de la couronne de l'aire d'attraction de Tarbes, du fait qu'au moins 15 % des actifs travaillent dans le pôle,. Elle compte 43 emplois en 2018, contre 52 en 2013 et 50 en 2008. Le nombre d'actifs ayant un emploi résidant dans la commune est de 208, soit un indicateur de concentration d'emploi de 20,9 % et un taux d'activité parmi les 15 ans ou plus de 50 %.
Sur ces 208 actifs de 15 ans ou plus ayant un emploi, 28 travaillent dans la commune, soit 13 % des habitants. Pour se rendre au travail, 92,5 % des habitants utilisent un véhicule personnel ou de fonction à quatre roues, 2,3 % s'y rendent en deux-roues, à vélo ou à pied et 5,2 % n'ont pas besoin de transport (travail au domicile).

## Culture locale et patrimoine

### Lieux et monuments

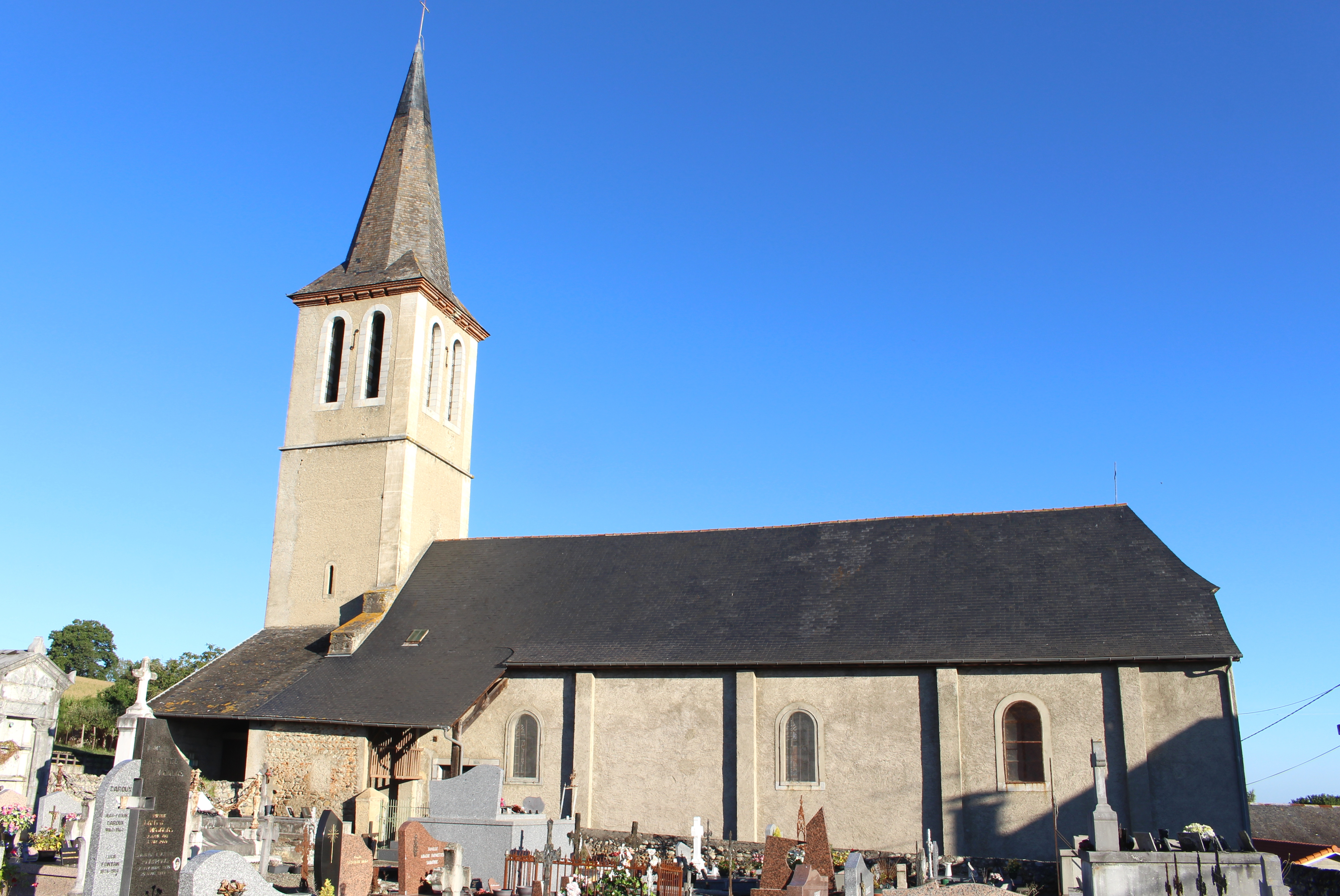
L'église Notre-Dame-de-l'Assomption en 2016.

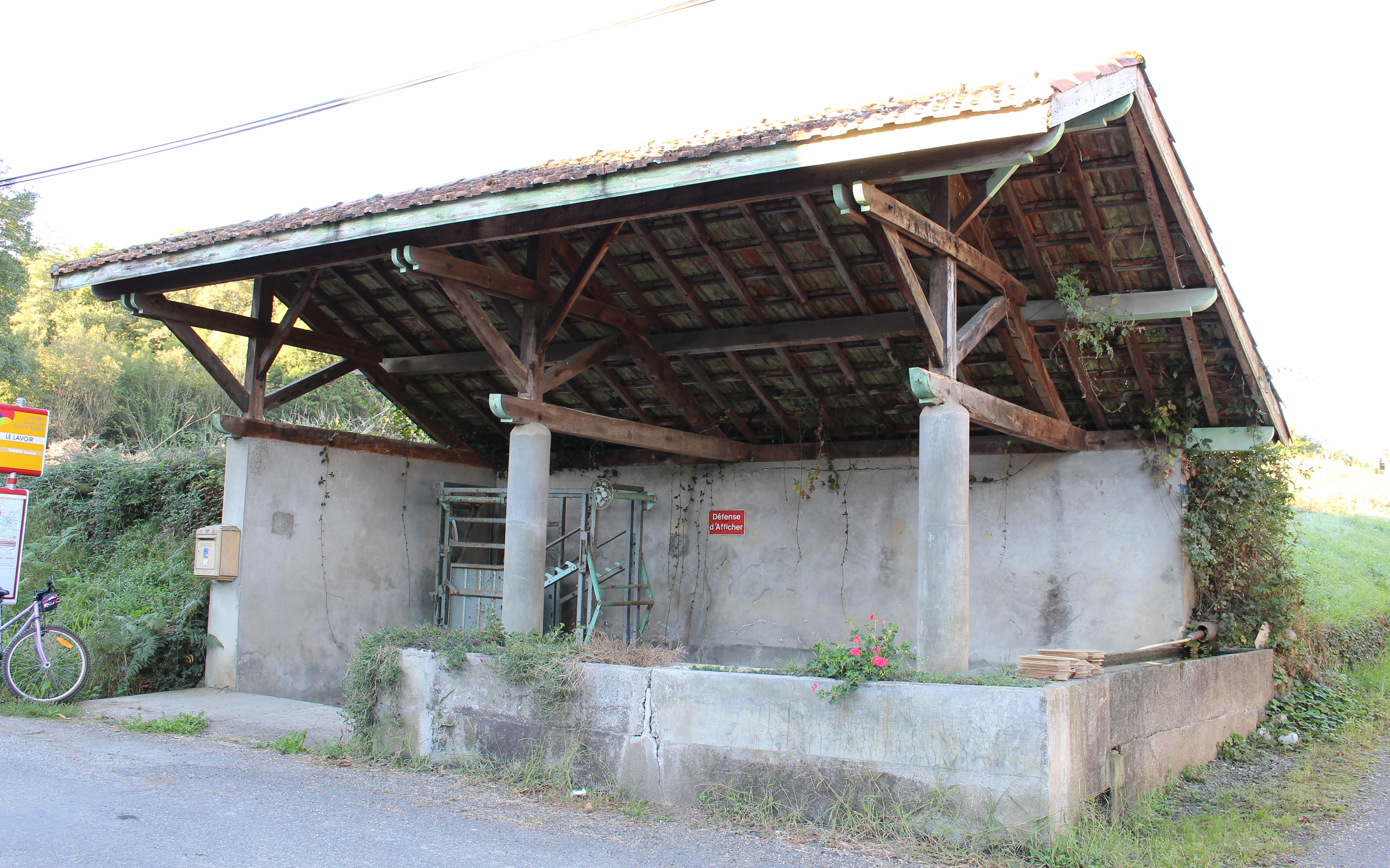
Le lavoir en 2016.

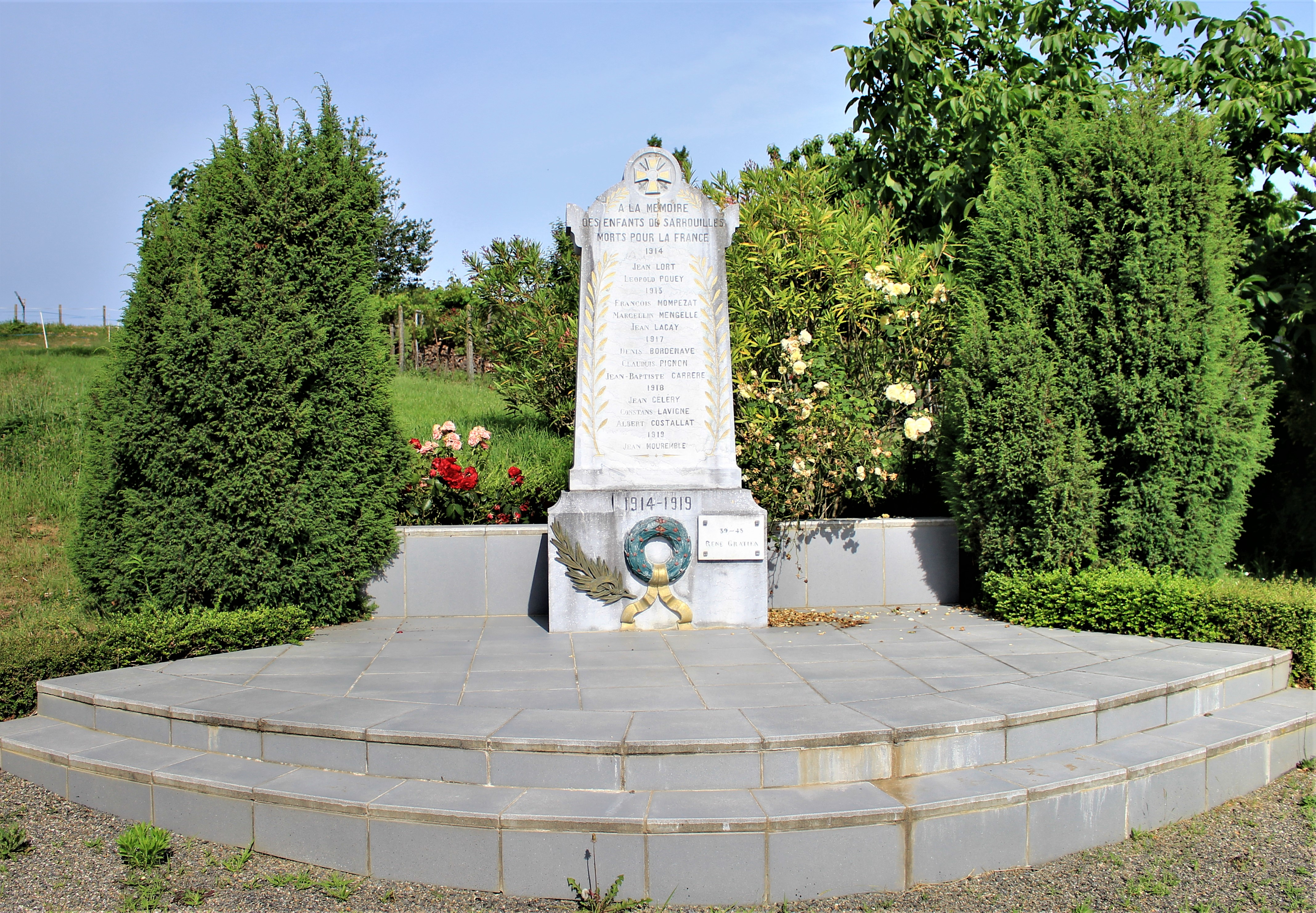
Le monument aux morts municipal.

- Église Notre-Dame-de-l'Assomption de Sarrouilles.
- Lavoir.

### Personnalités liées à la commune
- Jean-Louis Blèze, humoriste français

### Héraldique
| Blason | Blasonnement : Écartelé : au premier de sinople à l'épi de blé d'argent chargé d'un bâton de berger de gueules, le tout posé en bande, au deuxième de gueules au soleil non figuré d'argent chargé d'une entrée de tunnel de sinople maçonnée d'argent posée en barre, au troisième de gueules à l'amphore d'argent ouverte du champ, posée en barre, déversant son eau aussi d'argent et chargée d'une coquille de sinople nervurée d'argent aussi posée en barre, au quatrième de sinople à la feuille de chêne versée en bande et chargée d'une tête coupée de cheval de gueules bridée d'argent posée en barre. Commentaires : Ce blason est officiel (vérifié auprès de la mairie). |